# 東京都政調査会
東京都政調査会（とうきょうとせいちょうさかい）は1955年10月に発足し1982年に解散した日本の財団法人。東京都労働組合連合会が出資して設立したシンクタンク。労働組合を基盤とし、市民運動と連携した。
設立時の役員に学識者の他戦前の日本共産党の人物、東大新人会の人物、東京都労働組合連合会の人物などが名前を連ね、1967年から東京都が美濃部亮吉の下革新自治体となることを助けた。中心人物に小森武がいた。1965年からの理事長は門屋博。
1955年10年設立。東京都労働組合連合会の「都政調査委員会」と大内兵衛ら学識者のグループが合流したもの。設立のきっかけは当時の東京都庁内での汚職事件だった。

## 刊行物
雑誌『都政』を1955年から発行した。
調査会の『大都市における地域政治の構造』(1960年)では町内会組織における保守勢力の実態が指摘され、労働組合など革新勢力による対抗の必要性が強調された。